# Hitlerjunge Quex
Hitlerjunge Quex (Hitlerjunge Quex – Ein Film vom Opfergeist der deutschen Jugend) – propagandowy film o tematyce nazistowskiej, nakręcony w 1933 roku w reżyserii Hansa Steinhoffa, będący adaptacją powieści Hitlerjunge Quex. W USA film wyświetlany był pod tytułem Our flag leads us foward. Film inspirowany był historią Herberta Norkusa.

## Fabuła
Głównym bohaterem jest Heini Volke, ubogi nastolatek mieszkający w Berlinie. Jego ojciec-alkoholik jest sympatykiem komunizmu i wysyła syna na obóz szkoleniowy dla młodych komunistów. Heini jest przerażony panującą tam atmosferą rozpusty, powszechnym alkoholizmem oraz brakiem dyscypliny, więc ucieka i trafia na grupę członków Hitlerjugend. Obserwuje, jak wspólnie się bawią, pomagają sobie, śpiewają patriotyczne piosenki. Kontrast między ich zachowaniem a tym co było wśród komunistów, robi na Heinim duże wrażenie.
Wróciwszy do domu, Heini śpiewa jedną z zasłyszanych wśród członków Hitlerjugend piosenek. Jego ojciec bije go z tego powodu i zmusza do zapisania do organizacji komunistycznej. Dowiedziawszy się o planach ataku komunistów na marsz Hitlerjugend, Heini ucieka i ostrzega nazistów przed planowaną pułapką, podczas której miano użyć broni palnej i dynamitu. Staje się tym samym bohaterem dla Hitlerjugend, jednak wśród komunistów zostaje okrzyknięty zdrajcą. Jego matka, zrozpaczona tym, próbuje popełnić samobójstwo i zabić przy okazji syna, jednak Heiniemu udaje się przeżyć. Ojciec z kolei zaczyna mieć wątpliwości, czy aby jego syn nie ma jednak racji.
Heini stopniowo staje się coraz bardziej zaangażowany w ruch narodowo-socjalistyczny, zaś jego ojciec dochodzi do wniosku, że jednak nazizm jest lepszy dla Niemiec niż komunizm. W finale filmu Heini ginie zasztyletowany przez komunistycznego agitatora. Po śmierci staje się bohaterem ruchu Hitlerjugend.

## Obsada
- Jürgen Ohlsen(inne języki) jako Heini Völker
- Heinrich George jako ojciec
- Berta Drews(inne języki) jako matka
- Claus Clausen(inne języki) jako Bannführer Kaß
- Rotraut Richter(inne języki) jako Gerda
- Hermann Speelmans(inne języki) jako Stoppel
- Hans Richter jako Franz
- Ernst Behmer(inne języki) jako Kowalski
- Hansjoachim Büttner(inne języki) jako lekarz
- Franziska Kinz(inne języki) jako pielęgniarka
- Rudolf Platte(inne języki) jako śpiewak uliczny
- Reinhold Bernt(inne języki) jako naganiacz
- Hans Deppe(inne języki) jako sprzedawca mebli
- Anna Müller-Lincke(inne języki) jako sąsiad Völkerów
- Karl Meixner(inne języki) jako Wilde
- Karl Hannemann(inne języki) jako sprzedawca warzyw
- Ernst Rotmund(inne języki) jako prowadzący rewię
- Hans Otto Stern(inne języki) jako barman

## Odbiór
W premierze filmu udział wzięli Adolf Hitler, Rudolf Heß, Joseph Goebbels i wielu innych notabli III Rzeszy. Film obejrzały w Niemczech miliony widzów.
Obecnie film zakwalifikowany jest w Niemczech jako zakazany do pokazywania, poza celami edukacyjnymi.